# Frédéric de Lafresnaye

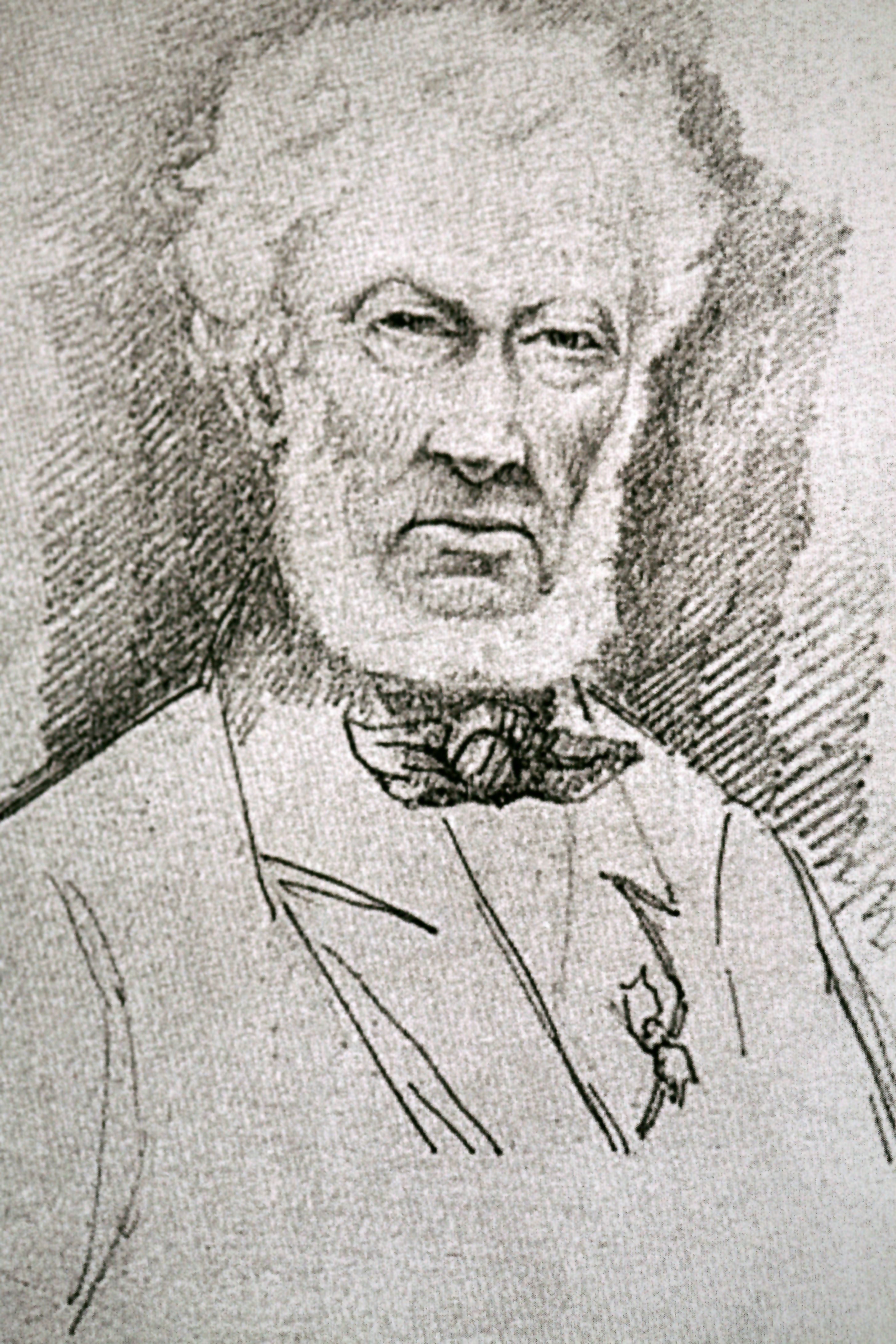
Kreidezeichnung Frédéric de Lafresnaye (1783–1861) vom Muséum d'histoire naturelle de Nantes

Baron Noël Frédéric Armand André de La Fresnaye (kurz: Frédéric de Lafresnaye; * 24. Juli 1783 Falaise im Château de La Fresnaye; † 14. Juli 1861 ebenda) war ein französischer Ornithologe, Entomologe und Besitzer einer der größten Vogelsammlungen seiner Zeit.

## Leben und Wirken

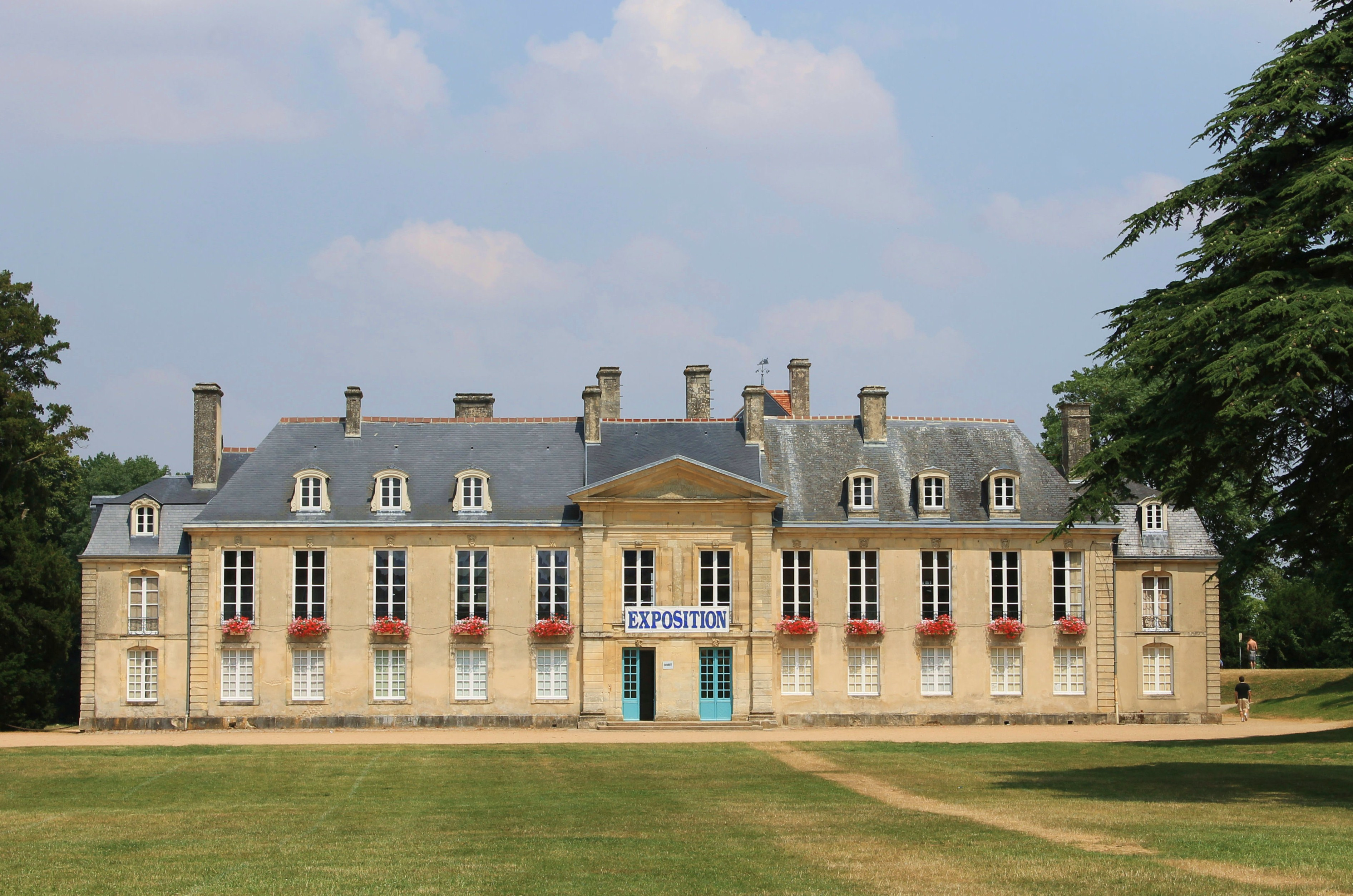
Château de la Fresnaye in Falaise

Frédéric de Lafresnaye, wie er sich selbst nannte, gehörte zu einer der angesehensten Familien Frankreichs, zu denen Historiker und Richter der Normandie bzw. hohe französische Militärs und Poeten zählten. Er war ein Nachfahre des Dichters Jean Vauquelin de La Fresnaye und Nicolas Vauquelin Des Yveteaux (1567–1649). Sein Vater war Noël Charles Antoine André de La Fresnaye (1758–1824) ein Ritter des königlichen und militärischen Sankt Louis Ordens, berühmter Hippologe und Autor historischer Werke über die Normandie und Falaise. Seine Mutter Armande des Brosses de Goulet starb am 20. Juni 1844. Lafresnaye war zwei Mal verheiratet. Die erste Frau Maximilienne Caroline geb. Labbé de Bazoches (1786–1818) verstarb einige Tage nach der Geburt von Louise Alexinne Emmanuelle Hermanne (1818–1841). Aus der zweiten Ehe mit Élisabeth Isaure Guéneau de Montbeillard (1802–1893) gingen die Kinder Noël François Henri (1829–1916), Marie Nathalie Alix Rosalie (1830–1897), Fernand Noël Aimé Georges (1833–1875), Noël Adel Léon (1839–1907) und Emmanuel Hermann Christian (1844–1921) hervor. Seine zweite Frau war eine Cousine von Georges-Louis Leclerc de Buffon. Die Unterart Chalybura urochrysia isaurae (Gould, 1861) des Bronzeschwanz-Buffonkolibris wurde ihr gewidmet.
Schon in frühen Jahren verfolgte er eigene Ziele und folgte nicht dem Vorbild seines Vaters und anderer Vorfahren. Schnell wurde klar, dass seine Leidenschaft der Natur in all seinen Facetten galt. Am Beginn seiner Karriere lag das Augenmerk weniger auf der Ornithologie, sondern auf der Entomologie, der Conchologie und der Geologie. In unmittelbarer Nähe von Falaise fand er mit den Herren Gabriel Philippe Charles Alexandre Labbé de Bazoches (1760–1841) und Jean Baptiste Gilles de Brébisson (1760–1832) zwei ausgezeichnete Mentoren, die sein naturwissenschaftliches Interesse förderten. Brébisson war der Vater des bekannten Botanikers Louis Alphonse de Brébisson (1798–1872). Später lernte er weitere junge Naturwissenschaftler wie Léon Dufour kennen, mit denen er erfolgreiche Expeditionen in die Pyrenäen machte. Das Material, das er damals sammelte, bildete die Grundlage für seine außergewöhnliche Sammlung. Später lernte er den Entomologen Pierre François Marie Auguste Dejean kennen, mit dem er in reger Korrespondenz stand und der ihm half, seine Sammlung um seltene Stücke zu erweitern. So wurde die Entomologie sein erster Interessenschwerpunkt. Er heiratete die Tochter seines Förderers de Brébisson, die aber bereits 1825 verstarb und ihm eine Tochter namens Louise hinterließ. In seiner Trauer widmete Lafresnaye noch mehr Zeit der Wissenschaft und begab sich auf einige Expeditionen in die Alpen. Bei einem seiner Ausflüge bekam er am Ufer des Lac du Bourget die Gelegenheit, eine Sammlung europäischer Vögel zu kaufen. So reifte im Alter von 42 Jahren sein Entschluss, von nun an all seine Energie in die Vogelkunde zu stecken und eine ornithologische Karriere zu starten. Die bescheidene Sammlung war der Startschuss für eine der bedeutendsten Vogelsammlungen Europas. Schon bald schrieb er wertvolle Artikel für zahlreiche ornithologische Zeitschriften. Er heiratete zum zweiten Mal. Seine Erwählte war Tsaure de Montbeillard, eine Enkelin des Schriftstellers und Naturforschers Philippe Guéneau de Montbeillard, eines Freundes des berühmten Georges-Louis Leclerc de Buffon.
Da er seiner Heimat sehr verbunden war, verließ er sein Anwesen höchstens für kürzere Reisen, in die Pyrenäen, in die Alpen, nach Holland und nach England. Trotz seines Interesses für fremde Vögel reiste er nie nach Übersee. Er stütze sich lieber auf die Berichte von Abenteurern, die er analysierte und in beachtlichen Schriften dokumentierte. Seine Heimatliebe führte dazu, dass er sich sehr stark in kommunalen, agrarwirtschaftlichen und akademischen Fragen engagierte.

## Lafresnaye als Wissenschaftler
Als Wissenschaftler galt Lafresnaye als einer der bedeutendsten Ornithologen seiner Zeit. Er wurde regelmäßig von seinen Zeitgenossen konsultiert und um Rat gefragt. Seine ornithologischen Beiträge waren von großer Bedeutung. Die meisten wichtigen Veröffentlichungen erschienen in Revue de Zoologie (1838–1848), Magasin de Zoologie (1832–1845), Revue et Magasin de Zoologie (1849–1856), Echo du Monde Savant (1834–1837), Séances Publiques (1832–1836), Mémoires de la Société Académique (1836–?) und Dictionnaire Universelle d’Histoire Naturelle (1841–1844). Kleiner Publikationen erschienen auch in Mémoires de la Société Linneénne, Ferussac Bulletin, Congrès Scientifique de France, Annuaires des cinq départements de l’ancienne Normandie, Annales de la Société Entomologique, Proceedings of the Zoological Society of London, Contributions to Ornithology (of Wm. Jardine) und wahrscheinlich anderen unbekannteren Zeitschriften. Viel Zeit verbrachte er mit dem Studium der Arten, die Louis Pierre Vieillot in Nouveau Dictionnaire d’Histoire Naturelle (1816–1819) beschrieben hatte. Auf der Grundlage der Werke Félix de Azaras eruierte er Fehler in der Nomenklatur Vieillots. Zusätzlich lud in Alcide Dessalines d’Orbigny zur Zusammenarbeit bei der Identifikation und Klassifizierung einer großen Anzahl von Vögeln, die d’Orbigny sowie andere Sammler und Naturforscher aus Südamerika geschickt hatten, ein. Diese Erfahrung weckte sein Interesse an Vögeln aus Amerika. Deshalb kaufte er regelmäßig von Vogelhändlern wie Auguste Boissonneau, Richard Henry Puech dit Dupont (1798–1873), Charles Parzudaki (1806–1889) und François Charles Émile Fauqueux-Parzudaki (1829–1899) und der Maison Verreaux der Brüder Jules und Édouard Verreaux (1810–1868).
Sein Hauptinteresse waren die Schreivögel und hier speziell die Baumsteiger. Zu dieser schwierigen Familie publizierte er 1861 eine beachtliche Monographie du genre Dendrocolaptes. Bei seinen Publikationen legte er sehr viel Wert auf Analogie und korrekte Klassifikation. Hierzu versuchte er typischen Charakteristika (z. B. Schnabelform) und Habitat herauszuarbeiten.
Er assistierte und arbeitete mit vielen bekannten Ornithologen seiner Zeit zusammen. Mit Félix Édouard Guérin-Méneville (1799–1874) arbeitete er an Oiseaux nouveaux d'Abyssinie, mit Marc Athanase Parfait Œillet Des Murs (1804–1894) kooperierte er an Iconographie Ornithologique, in vielen Artikeln findet man die Autorenkürzel Lafr. et Dubus (1808–1874) oder Lafr. et Pucheran (1817–1895). In manchen Artikeln referenzierte er auf Boissonneau unter dem Kürzel Boiss. et Lafresnaye. In den ersten vier Bänden von Dictionnaire universel d’histoire naturelle von Charles Henry Dessalines d’Orbigny (1806–1876) hat er mindestens 384 Artikel beigetragen. Komischerweise hat er bei den folgenden Bänden nicht mehr mitgearbeitet.
Neben seiner eigenen Sammlung beschrieb er auch viele Bälge von anderen Sammlern. So beschrieb er viele Bälge des Muséum national d’histoire naturelle, 1839 in Revue zoologique eine Sammlung von Charles Brelay aus Bordeaux sowie die Sammlung von Adolphe Delattre (1805–1854), die jener Thomas Bellerby Wilson (1807–1865) verkauft hatte. Wilson überließ Lafresnaye diese freundlicherweise zur Beschreibung.

## Soziales Engagement
Lafresnaye war Mitglied in vielen Gelehrtengesellschaften. Er war Mitbegründer der La Société académique d’Agriculture, des Sciences, Arts et Belles-lettres de Falaise, der Société Cuviérienne und des Journal de conchyliologie. Bei der La Société académique… wurde er, als Pièrre David, der damalige Präsident verstarb, der Präsident der Gesellschaft. Außerdem war er Mitglied in L’Association pour les progrès de l’Agriculture de l’Industrie et de l’Instruction dans l’Arrondissement de Falaise, L’Association normande, verschiedener Société Linnéennes (u. a. Département Calvados, Paris, Antiquaires de Normandie) und des L’Institut des provinces. In allen spielte er eine aktive Rolle, indem er Vorträge hielt oder publizierte. Oft repräsentierte er diese wissenschaftlichen Gesellschaften auf Kongressen. Seine Ratschläge wurden gerne angenommen. Beim Congrès Scientifique de France, einer wichtigen Institution, einem Forum für Traditionen von Minderheiten und Positionen, die von der Pariser Professoren missbilligt wurden, agierte er als Präsident der Sektion Naturgeschichte. So gehörte er zu einem kleinen exklusiven Gremium von bedeutenden französischen Wissenschaftlern, die Berichte, Verbesserungs- und Reformvorschläge für das Muséum national d’histoire naturelle erarbeiteten. Zwangsläufig erweiterte sich sein Bekannten- und Freundeskreis unter namhaften Wissenschaftlern erheblich. Neben den bereits genannten Persönlichkeiten hatte er auch Briefkontakte mit Charles Lucien Jules Laurent Bonaparte, Johann Natterer, Hermann Schlegel, Philip Lutley Sclater, George Robert Gray, John Gould, Thomas Campbell Eyton, Maximilian zu Wied-Neuwied, René Primevère Lesson, Ferdinand Joseph L’Herminier und Antoine Léotaud. Viele von ihnen besuchten Lafresnaye auf seinem Schloss, um seine Sammlung zu analysieren bzw. zu vergleichen. Für sein Wirken verlieh ihm die französische Regierung den Orden der Ehrenlegion.
1856 wird er zum Ehrenmitglied der Deutschen Ornithologen-Gesellschaft gewählt. Er war Mitglied der Gesellschaft Deutscher Naturforscher und Ärzte.

## Die Sammlungen
Alle Ausstellungsstücke seiner naturhistorische Sammlung verwahrte Lafresnaye im rechten Trakt des ersten Stocks seines Schlosses.
Vier Jahre nach dem Tod des Barons wurde seine Sammlung om 4. September 1865 in einer öffentlichen Versteigerung verkauft. In einem Ankündigung von Achille Deyrolle in Revue et Magasin de Zoologie pure et appliquée aus dem Jahre 1865 wird die Vogelsammlung auf mehr als 9000 Bälge beziffert. Zusätzlich standen 700 Publikationen u. a. über die Reisen d’Orbignys und weitere Themen, die Lafresnaye verfasst hatte, zum Verkauf. Neben den Vögeln waren ca. 25000 Muscheln im Angebot. Zusätzlich beinhaltete die Sammlung Insekten, Mineralien, Vogeleier und Vogelnester.
Laut vagen Erinnerungen von Félix-Pierre Jousseaume (1835–1921), einem französischen Zoologen und Malakologen, wurden die Muscheln an die englischen Händler Herrn Robert Damon aus Weymouth, Herrn George Brettingham Sowerby und Herrn Brice Wright, beide aus der Great Russell Street in London, veräußert. Bei der Auktion waren sehr viele Interessenten, wie der Botaniker Pierre Tranquille Husnot (1840–1929) oder Henri Milne-Edwards (1800–1885) vom Museum d’Histoire Naturelle, anwesend. Am Tag, als alle Exponate zusammengetragen waren, wurde überraschend vermeldet, dass die gesamte Vogelsammlung von Henry Bryant (1820–1867), dem Großvater von Henry Bryant Bigelow, für die Stadt Boston erworben wurde. Er sorgte höchstpersönlich für die Verpackung und Verschiffung dieser wertvollen Sammlung. Bei seiner Rückkehr präsentierte er sie der Boston Society of Natural History. Husnot kaufte einige Kolibris und ca. 100 Vogelnester. Aus dem erworbenen Material schlussfolgerte Husnot, dass Lafresnaye kein ausgewiesener Oologe war und die Eier wohl nicht studiert hatte. Der Katalog für die ornithologische Sammlung wurde durch Jules Verreaux erstellt, der für seine Arbeiten ganze 3 Monate auf dem Schloss verbrachte.
Heute ist die Vogelsammlung im Museum of Comparative Zoology. Ihre Befestigungen wurden entfernt, die Bälge geglättet und sorgsam in Kisten verpackt. Alle Labels wurden abgenommen und fein säuberlich in ein Album geklebt. Viele enthielten handschriftliche Vermerke und Verweise auf Manuskripte Lafresnayes.
Die Bibliothek Lafresnayes war weniger ergiebig. Sie enthielt viele Bände aus der Entomologie, Ornithologie, Conchologie und anderen allgemeinen Themen. In einer Kopie des British Museum findet sich ein Artikel Des Murs, indem er den Wert der Sammlung sogar höher einschätzt als die von François Victor Masséna. Selbst Masséna wunderte sich über die Reichhaltigkeit der Sammlung, als er sie bei Treffen im Schloss zu Gesicht bekam. In einem Artikel in The Auk aus dem Jahr 1906 setzten sich Henri Auguste Ménégaux und Carl Eduard Hellmayr kritisch mit der Sammlung auseinander.

## Dedikationsnamen

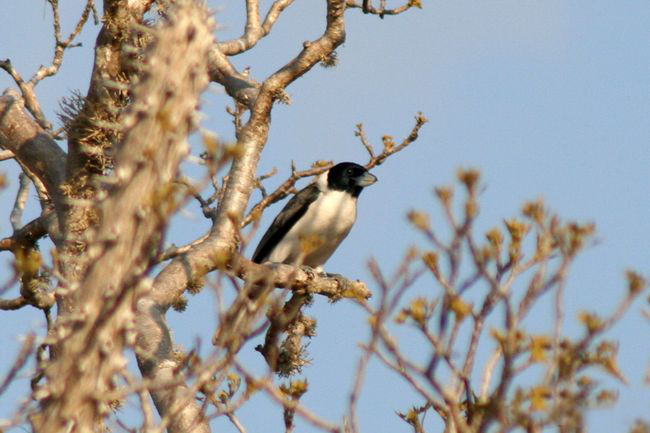
Lafresnaye’s Vanga (Xenopirostris xenopirostris)

Auguste Boissonneau vergab 1840 in gleich zwei Erstbeschreibungen beim Samtbauchkolibri (Lafresnaya lafresnayi) und beim Stahlhakenschnabel (Diglossa lafresnayii) den wissenschaftlichen Namen zu Ehren Lafresnayes. Den Samtbauchkolibri gab er zunächst den Trochilus La Fresnayi. Erst als Bonaparte 1854 im Revue et magasin de zoologie in seinem Artikel Talleau des Oiseaux-Mouches, par Prince Charles-Lucien Bonaparte gar die Gattung Lafresnaya zu Ehren Lafresnayes einführte, wurde der Kolibri später in dieser Gattung kategorisiert.
Carl Johann Gustav Hartlaub widmete 1844 das wissenschaftliche Taxon der Langschnabel-Aegithina (Aegithina lafresnayei) Lafresnaye. Beim Lafresnayezwergspecht (Picumnus lafresnayi) (Malherbe, 1862) findet sich der Name sowohl im deutschen Trivialnamen als auch im wissenschaftlichen Taxon. 1860 benannten Jules Verreaux und De Murs die Pelzralle (Gallirallus lafresnayanus) zu Ehren des Barons. Bei einer Unterart des Blaubrustspint (Merops variegatus lafresnayii) verwendete Guerin-Meneville 1843 seinen Namen. Laut Commission internationale pour les noms français des oiseaux könnte es sich hierbei auch um eine eigene Art handeln, weshalb im Französischen auch der Trivialname Guêpier de Lafresnaye existiert. Schließlich taucht sein Name in den Unterarten des Bergwald-Baumsteigers (Lepidocolaptes lacrymiger lafresnayi) (Cabanis & Heine, 1859), des Grauwangen-Baumsteigers (Dendrocincla fuliginosa lafresnayei) (Ridgway, 1888), des Rotrücken-Sensenschnabels (Campylorhamphus trochilirostris lafresnayanus) (d’Orbigny, 1846) und des Kardinalspechts (Dendropicos fuscescens lafresnayi) (Malherbe, 1849) auf. Im Englischen findet man die Trivialnamen Lafresnaye’s Macaw (Ara rubrogenys), Lafresnaye’s Cotinga (Xipholena lamellipennis), Lafresnaye’s White-browed Spinetail (Hellmayrea gularis), Lafresnaye’s Woodcreeper (Xiphorhynchus guttatoides) und Lafresnaye’s Vanga (Xenopirostris xenopirostris). Für den Rotohrara fand im Französischen der Trivialname Ara de Lafresnaye Eingang.

## Familie, Gattungen und Arten nach Lafresnaye
Einige Gattungen und Arten hat Lafresnaye zusammen mit Alcide Dessalines d’Orbigny benannt.

### Familie
Lafresnaye beschrieb 1839 die sehr umstrittene Familie der Neuweltgeier (Cathartidae). Manche Autoren betrachten sie als ungültig und ordnen sie den Störchen (Ciconiidae) zu.

### Gattungen
Zu den Gattungen, die Lafresnaye benannte hat, gehören chronologisch nach Jahren:
- Brachypteracias Lafresnaye, 1834
- Tachuris Lafresnaye, 1836
- Hirundinea d’Orbigny & Lafresnaye, 1837
- Muscigralla d’Orbigny & Lafresnaye, 1837

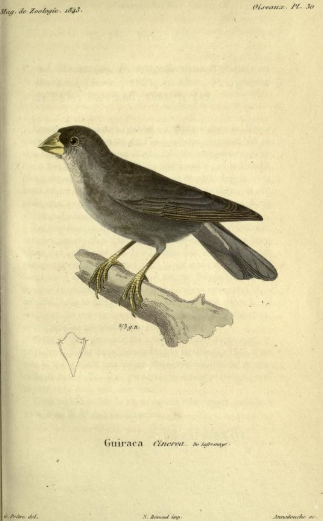
Grauämmerling, die einzige Art in der Gattung Piezorhina, gemalt von Jean-Gabriel Prêtre (1768–1849)

- Muscisaxicola d’Orbigny & Lafresnaye, 1837
- Anumbius d’Orbigny & Lafresnaye, 1838
- Conirostrum d’Orbigny & Lafresnaye, 1838
- Sylvietta Lafresnaye, 1839
- Anabacerthia Lafresnaye, 1841
- Anabazenops Lafresnaye, 1841
- Gallirallus Lafresnaye, 1841
- Catamblyrhynchus Lafresnaye, 1842
- Acanthisitta Lafresnaye, 1842
- Harpyhaliaetus Lafresnaye, 1842
- Pogoniulus Lafresnaye, 1842
- Procelsterna Lafresnaye, 1842
- Piezorhina Lafresnaye, 1843
- Ramphocinclus Lafresnaye, 1843
- Scissirostrum Lafresnaye, 1845

### Arten
Zu den Arten, die Lafresnaye benannte hat, gehören chronologisch nach Jahren:
- Andenschwalbe (Haplochelidon andecola) (d’Orbigny & Lafresnaye, 1837)
- Schwarzkehl-Ameisendrossel (Formicarius analis) (d’Orbigny & Lafresnaye, 1837)
- Schiefermückenfresser (Conopophaga ardesiaca) d'Orbigny & Lafresnaye, 1837
- Tropfenmantel-Ameisenvogel (Phlegopsis nigromaculata) (d’Orbigny & Lafresnaye, 1837)
- Weißbauchpieper (Anthus furcatus) d’Orbigny & Lafresnaye, 1837
- Braunrücken-Spottdrossel (Mimus dorsalis) (Lafresnaye & d’Orbigny, 1837)
- Rostflanken-Spottdrossel (Mimus patagonicus) (Lafresnaye & d’Orbigny, 1837)
- Guarayoszaunkönig (Thryothorus guarayanus) (Lafresnaye & d’Orbigny, 1837)
- Chiguancodrossel (Turdus chiguanco) d’Orbigny & Lafresnaye, 1837
- Riesendrossel (Turdus fuscater) d’Orbigny & Lafresnaye, 1837
- Halsbandhäher (Cyanolyca viridicyanus) (d’Orbigny & Lafresnaye, 1838)
- Weißnacken-Buschammer (Atlapetes albinucha) (d’Orbigny & Lafresnaye, 1838)
- Bergkassike (Cacicus chrysonotus) d’Orbigny & Lafresnaye, 1838
- Ockerbrauen-Blattspäher (Syndactyla rufosuperciliata) (Lafresnaye, 1832)
- Blaukopf-Erdracke (Atelornis pittoides) (Lafresnaye, 1834)
- Kaktuszaunkönig (Campylorhynchus brunneicapillus) (Lafresnaye, 1835)
- Riesenelsterchen (Lonchura fringilloides) (Lafresnaye, 1835)
- Zirplerche (Chersomanes albofasciata) (Lafresnaye, 1836)
- Dünnschnabel-Erdhacker (Geositta tenuirostris) (Lafresnaye, 1836)
- Rotbauchschmätzer (Thamnolaea cinnamomeiventris) (Lafresnaye, 1836)
- Scharlachbauchtangare (Ramphocelus dimidiatus) Lafresnaye, 1837
- Andensegler (Aeronautes andecolus) (d’Orbigny & Lafresnaye, 1837)
- Bergsegler (Aeronautes montivagus) (d’Orbigny & Lafresnaye, 1837)
- Schwarzschnabel-Hakentyrann (Agriornis montanus) (d’Orbigny & Lafresnaye, 1837)
- Kleinhakentyrann (Agriornis murinus) (d’Orbigny & Lafresnaye, 1837)
- Rotschopfkotinga (Ampelion rubrocristatus) (d’Orbigny & Lafresnaye, 1837)
- Streifenbauch-Tachurityrann (Anairetes reguloides) (d’Orbigny & Lafresnaye, 1837)
- Mennigohr-Bergtangare (Anisognathus igniventris) (d’Orbigny & Lafresnaye, 1837)
- Braunbart-Buschammer (Atlapetes fulviceps) (Lafresnaye & d’Orbigny, 1837)
- Rotnacken-Buschammer (Atlapetes rufinucha) (d’Orbigny & Lafresnaye, 1837)
- Bindenwaldsänger (Basileuterus bivittatus) (d’Orbigny & Lafresnaye, 1837)
- Streifenkopf-Buschammer (Buarremon torquatus) (d’Orbigny & Lafresnaye, 1837)
- Blaurücken-Bergtangare (Buthraupis montana) (d’Orbigny & Lafresnaye, 1837)
- Schwarzzeisig (Carduelis atrata) Lafresnaye & d’Orbigny, 1837
- Spiegelcatamenie (Catamenia analis) (d’Orbigny & Lafresnaye, 1837)
- Großer Schnäppertyrann (Contopus fumigatus) (d’Orbigny & Lafresnaye, 1837)
- Hellscheitel-Baumschlüpfer (Cranioleuca albiceps) (d’Orbigny & Lafresnaye, 1837)
- Türkisbischof (Cyanoloxia glaucocaerulea) (d’Orbigny & Lafresnaye, 1837)
- Spiegeldiuka (Diuca speculifera) (d’Orbigny & Lafresnaye, 1837)
- Weißbauch-Olivtyrann (Elaenia albiceps) (d’Orbigny & Lafresnaye, 1837)
- Hochland-Olivtyrann (Elaenia obscura) (d’Orbigny & Lafresnaye, 1837)
- Grau-Maskentyrann (Empidonomus aurantioatrocristatus) (d’Orbigny & Lafresnaye, 1837)
- Dickschnabelorganist (Euphonia laniirostris) d’Orbigny & Lafresnaye, 1837
- Südlicher Grauerdhacker (Geositta maritima) (d’Orbigny & Lafresnaye, 1837)
- Perlbauch-Todityrann (Hemitriccus margaritaceiventer) (d’Orbigny & Lafresnaye, 1837)
- Schwarzmasken-Dunkeltyrann (Knipolegus striaticeps) (d’Orbigny & Lafresnaye, 1837)
- Weißschulter-Würgertangare (Lanio versicolor) (d’Orbigny & Lafresnaye, 1837)
- Braunkappen-Meisenschlüpfer (Leptasthenura fuliginiceps) d’Orbigny & Lafresnaye, 1837
- Grauhauben-Zwergkardinal (Lophospingus griseocristatus) (Lafresnaye & d’Orbigny, 1837)
- Weißkehl-Tachurityrann (Mecocerculus leucophrys) (d’Orbigny & Lafresnaye, 1837)
- Graukappen-Pipratyrann (Mionectes striaticollis) (d’Orbigny & Lafresnaye, 1837)
- Stummelschwanztyrann (Muscigralla brevicauda) d’Orbigny & Lafresnaye, 1837
- Schnabelfleck-Grundtyrann (Muscisaxicola maculirostris) d’Orbigny & Lafresnaye, 1837
- Rotnacken-Grundtyrann (Muscisaxicola rufivertex) d’Orbigny & Lafresnaye, 1837
- Schwarzkappen-Schopftyrann (Myiarchus tuberculifer) (d’Orbigny & Lafresnaye, 1837)
- Braunkappen-Waldsänger (Myioborus brunniceps) (d’Orbigny & Lafresnaye, 1837)
- Stummelschwanz-Zwergtyrann (Myiornis ecaudatus) (d’Orbigny & Lafresnaye, 1837)
- Graubauch-Schmätzertyrann (Ochthoeca leucophrys) (d’Orbigny & Lafresnaye, 1837)
- Graurücken-Schmätzertyrann (Ochthoeca oenanthoides) (d’Orbigny & Lafresnaye, 1837)
- Orangebrust-Schmätzertyrann (Ochthoeca rufipectoralis) (d’Orbigny & Lafresnaye, 1837)
- Mantelkardinal (Paroaria capitata) (d’Orbigny & Lafresnaye, 1837)
- Goldbauch-Kernknacker (Pheucticus aureoventris) (d’Orbigny & Lafresnaye, 1837)
- Kapuzenämmerling (Phrygilus atriceps) (Lafresnaye & d’Orbigny, 1837)
- Schwarzbrustämmerling (Phrygilus carbonarius) (Lafresnaye & d’Orbigny, 1837)
- Bleiämmerling (Phrygilus unicolor) (d’Orbigny & Lafresnaye, 1837)
- Rotflanken-Ammerfink (Poospiza hypochondria) (d’Orbigny & Lafresnaye, 1837)
- Schwarzwangen-Ammerfink (Poospiza melanoleuca) (d’Orbigny & Lafresnaye, 1837)
- Rotbrust-Ammerfink (Poospiza nigrorufa) (d’Orbigny & Lafresnaye, 1837)
- Bandammerfink (Poospiza torquata) (d’Orbigny & Lafresnaye, 1837)
- Braunrücken-Sumpftyrann (Pseudocolopteryx flaviventris) (d’Orbigny & Lafresnaye, 1837)
- Zimttyrann (Pyrrhomyias cinnamomeus) (d’Orbigny & Lafresnaye, 1837)
- Weißbrauen-Bergtangare (Pseudosaltator rufiventris) d’Orbigny & Lafresnaye, 1837
- Grünschwingensaltator (Saltator similis) d’Orbigny & Lafresnaye, 1837
- Punasafranammer (Sicalis lutea) (d’Orbigny & Lafresnaye, 1837)
- Graunacken-Gilbammer (Sicalis luteocephala) (d’Orbigny & Lafresnaye, 1837)
- Olivbrust-Gilbammer (Sicalis olivascens) (d’Orbigny & Lafresnaye, 1837)
- Goldbürzel-Gilbammer (Sicalis uropygialis) (d’Orbigny & Lafresnaye, 1837)
- Strichelrücken-Dickichtschlüpfer (Spartonoica maluroides) (d’Orbigny & Lafresnaye, 1837)
- Schwarzmantelpfäffchen (Sporophila nigrorufa) (d’Orbigny & Lafresnaye, 1837)
- Südlicher Stelzentachurityrann (Stigmatura budytoides) (d’Orbigny & Lafresnaye, 1837)
- Trauertangare (Tachyphonus luctuosus) d’Orbigny & Lafresnaye, 1837
- Azurkopftangare (Tangara cyanicollis) (d’Orbigny & Lafresnaye, 1837)
- Goldkappentangare (Thlypopsis ruficeps) (d’Orbigny & Lafresnaye, 1837)
- Orangekopftangare (Thlypopsis sordida) (d’Orbigny & Lafresnaye, 1837)
- Gelbschenkeltangare (Thraupis cyanocephala) (d’Orbigny & Lafresnaye, 1837)
- Braungimpelfink auch Braunpfäffchen genannt (Tiaris obscurus) (d’Orbigny & Lafresnaye, 1837)
- Feinschnabelämmerling (Xenospingus concolor) (d’Orbigny & Lafresnaye, 1837)
- Weißscheitelrötel (Cossypha niveicapilla) (Lafresnaye, 1838)
- Schuppenerdracke (Geobiastes squamiger) (Lafresnaye, 1838) = Brachypteracias squamigera (ungültig)
- Olivtrauerkotinga (Schiffornis virescens) (Lafresnaye, 1838)
- Langschnabel-Spottdrossel (Toxostoma longirostre) (Lafresnaye, 1838)
- Südlicher Felsuferwipper (Cinclodes nigrofumosus) (d’Orbigny & Lafresnaye, 1838)
- Weißstirn-Spitzschnabel (Conirostrum cinereum) d’Orbigny & Lafresnaye, 1838
- Fleckenbrust-Baumschlüpfer (Cranioleuca gutturata) (d’Orbigny & Lafresnaye, 1838)
- Graubauch-Hakenschnabel (Diglossa carbonaria) (d’Orbigny & Lafresnaye, 1838)
- Rostbauch-Hakenschnabel (Diglossa sittoides) (d’Orbigny & Lafresnaye, 1838)
- Blaustirn-Höschenkolibri (Eriocnemis glaucopoides) (d’Orbigny & Lafresnaye, 1838)
- Amethystsonnennymphe (Heliangelus amethysticollis) (d’Orbigny & Lafresnaye, 1838)
- Tropfenbrust-Stachelschwanz (Margarornis squamiger) (d’Orbigny & Lafresnaye, 1838)
- Rotflankenkolibri (Oreotrochilus adela) (d’Orbigny & Lafresnaye, 1838)
- Estellakolibri (Oreotrochilus estella) (d’Orbigny & Lafresnaye, 1838)
- Strichelstirn-Bündelnister (Phacellodomus striaticeps) (d’Orbigny & Lafresnaye, 1838)
- Fleckenbrust-Bündelnister (Phacellodomus striaticollis) (d’Orbigny & Lafresnaye, 1838)
- Olivrücken-Blattspäher (Philydor ruficaudatum) (d’Orbigny & Lafresnaye, 1838)
- Grünschnabel-Stirnvogel (Psarocolius atrovirens) (Lafresnaye & d’Orbigny, 1838)
- Weißkehlcachalote (Pseudoseisura gutturalis) (d’Orbigny & Lafresnaye, 1838)
- Hellbrauner Cachalote (Pseudoseisura unirufa) (d’Orbigny & Lafresnaye, 1838)
- Weißbart-Dickichtschlüpfer (Synallaxis candei) d’Orbigny & Lafresnaye, 1838
- Rostschwanz-Erdhacker (Upucerthia andaecola) d’Orbigny & Lafresnaye, 1838
- Blaßbauch-Erdhacker (Tarphonomus certhioides) (d’Orbigny & Lafresnaye, 1838)
- Braunkopf-Buschammer (Buarremon brunneinucha) (Lafresnaye, 1839)
- Rotdünenlerche (Certhilauda albescens) (Lafresnaye, 1839)
- Gelbbauch-Eremomela (Eremomela icteropygialis) (Lafresnaye, 1839)
- Fleckscheitel-Baumsteiger (Lepidocolaptes affinis) (Lafresnaye, 1839)
- Rosenkehlbekarde (Pachyramphus aglaiae) (Lafresnaye, 1839)
- Zimtpfäffchen (Sporophila cinnamomea) (Lafresnaye, 1839)
- Braunbauch-Sylvietta (Sylvietta brachyura) Lafresnaye, 1839
- Weißschwanz-Pompadourkotinga (Xipholena lamellipennis) (Lafresnaye, 1839)
- Blaubrustfischer (Alcedo cyanopectus) (Lafresnaye, 1840)
- Blaukehlmotmot (Aspatha gularis) (Lafresnaye, 1840)
- Schwarzscheitel-Waldsänger (Basileuterus nigrocristatus) (Lafresnaye, 1840)
- Einfarb-Zaunkönig (Cinnycerthia unirufa) (Lafresnaye, 1840)
- Blaurücken-Spitzschnabel (Conirostrum sitticolor) Lafresnaye, 1840
- Maskenhakenschnabel (Diglossa cyanea) (Lafresnaye, 1840)
- Augenbrauen-Hemispingus (Hemispingus superciliaris) (Lafresnaye, 1840)
- Schwarzkopf-Hemispingus (Hemispingus verticalis) (Lafresnaye, 1840)
- Aschgrauer Tapaculo (Myornis senilis) (Lafresnaye, 1840)
- Orangeblaufink (Passerina leclancherii) Lafresnaye, 1840
- Andenschopfohr (Pseudocolaptes boissonneautii) (Lafresnaye, 1840)
- Südlicher Rostbürzeltapaculo (Scytalopus griseicollis) (Lafresnaye, 1840)
- Rotmanteldrossel (Turdus rufopalliatus) Lafresnaye, 1840
- Glatzenbartvogel (Gymnobucco calvus) (Lafresnaye, 1841)
- Weißbrillen-Blattspäher (Anabacerthia striaticollis) Lafresnaye, 1842
- Plüschkopftangare (Catamblyrhynchus diadema) Lafresnaye, 1842
- Acapulcoblaurabe (Cyanocorax sanblasianus) (Lafresnaye, 1842)
- Kappenspitzschnabel (Conirostrum albifrons) Lafresnaye, 1842
- Schwarzschnabelvireo (Cyclarhis nigrirostris) Lafresnaye, 1842
- Rostkappen-Ameisenpitta (Grallaria ruficapilla) Lafresnaye, 1842
- Graukappen-Ameisenpitta (Grallaricula nana) (Lafresnaye, 1842)
- Schwarzkappen-Hemispingus (Hemispingus atropileus) (Lafresnaye, 1842)
- Goldscheiteltangare (Iridosornis rufivertex) (Lafresnaye, 1842)
- Olivrücken-Baumsteiger (Xiphorhynchus triangularis) (Lafresnaye, 1842)
- Perlmanteltapaculo (Acropternis orthonyx) (Lafresnaye, 1843)
- Scharlachbürzelkassike (Cacicus uropygialis) Lafresnaye, 1843
- Grauzitterdrossel (Cinclocerthia gutturalis) (Lafresnaye, 1843)
- Rotbrauen-Spitzschnabel (Conirostrum rufum) Lafresnaye, 1843
- Schieferhakenschnabel (Diglossa albilatera) Lafresnaye, 1843
- Einfarb-Ameisenpitta (Grallaria rufula) Lafresnaye, 1843
- Kurzschwanz-Dickichtschlüpfer (Hellmayrea gularis) (Lafresnaye, 1843)
- Graukotinga (Lipaugus fuscocinereus) (Lafresnaye, 1843)
- Goldschwingenpipra (Masius chrysopterus) (Lafresnaye, 1843)
- Schiefermantel-Schmätzertyrann (Ochthoeca cinnamomeiventris) (Lafresnaye, 1843)
- Bindenkotinga (Pipreola arcuata) (Lafresnaye, 1843)
- Dickschnabel-Grautangare (Piezorhina cinerea) (Lafresnaye, 1843)
- Goldbrustkotinga (Pipreola aureopectus) (Lafresnaye, 1843)
- Rotkopftyrann (Pseudotriccus ruficeps) (Lafresnaye, 1843)
- Weißkinn-Distelschwanz (Schizoeaca fuliginosa) (Lafresnaye, 1843)
- Weißkappentangare (Sericossypha albocristata) (Lafresnaye, 1843)
- Brillenschlüpfer (Siptornis striaticollis) (Lafresnaye, 1843)
- Trauerpfäffchen (Sporophila luctuosa) (Lafresnaye, 1843)
- Langschwanz-Dickichtschlüpfer (Synallaxis brachyura) Lafresnaye, 1843
- Streifenbrust-Dickichtschlüpfer (Synallaxis cinnamomea) Lafresnaye, 1843
- Rötlichbrauner Dickichtschlüpfer (Synallaxis unirufa) Lafresnaye, 1843
- Silberfleckentangare (Tangara nigroviridis) (Lafresnaye, 1843)
- Rotstirntangare (Tangara parzudakii) (Lafresnaye, 1843)
- Antillendrossel (Cichlherminia lherminieri) (Lafresnaye, 1844)
- Weißbart-Baumsteiger (Hylexetastes perrotii) (Lafresnaye, 1844)
- Streifenameisenwürger (Thamnophilus multistriatus) Lafresnaye, 1844
- Guatemaladrossel (Turdus infuscatus) (Lafresnaye, 1844)
- Braunkappenvireo (Vireo leucophrys) (Lafresnaye, 1844)
- Graubinden-Zaunkönig (Campylorhynchus megalopterus) Lafresnaye, 1845
- Graurücken-Musendrossel (Catharus fuscater) (Lafresnaye, 1845)
- Andenbartvogel (Eubucco bourcierii) (Lafresnaye, 1845)
- Buschvireo (Hylophilus flavipes) Lafresnaye, 1845
- Rostnackenvireo (Hylophilus semibrunneus) Lafresnaye, 1845
- Schwarzer Ameisenvogel (Myrmeciza immaculata) (Lafresnaye, 1845)
- Schwarzkappen-Kleintyrann (Phyllomyias nigrocapillus) (Lafresnaye, 1845)
- Orbignyzwergspecht (Picumnus dorbignyanus) Lafresnaye, 1845
- Olivrücken-Zwergspecht (Picumnus olivaceus) Lafresnaye, 1845
- Temminckzwergspecht (Picumnus temminckii) Lafresnaye, 1845
- Hinduralle (Rallina eurizonoides) (Lafresnaye, 1845)
- Bindenbauch-Zaunkönig (Thryothorus fasciatoventris) Lafresnaye, 1845
- Weißohr-Zaunkönig (Cantorchilus leucotis) (Lafresnaye, 1845)
- Fleckenbrust-Zaunkönig (Thryothorus maculipectus) Lafresnaye, 1845
- Rotrücken-Zaunkönig (Thryothorus rufalbus) Lafresnaye, 1845
- Schwarzkehl-Hakenschnabel (Diglossa brunneiventris) Lafresnaye, 1846
- Barthakenschnabel (Diglossa mystacalis) Lafresnaye, 1846
- Kurzschopftaube (Geotrygon versicolor) (Lafresnaye, 1846)
- Gabelschwanz-Todityrann (Hemitriccus furcatus) (Lafresnaye, 1846)
- Schwarzkehl-Würgertangare (Lanio aurantius) Lafresnaye, 1846
- Kastanienscheitel-Baumsteiger (Lepidocolaptes albolineatus) (Lafresnaye, 1846)
- Rostbrust-Laubtyrann (Leptopogon rufipectus) (Lafresnaye, 1846)
- Ockergesicht-Todityrann (Poecilotriccus plumbeiceps) (Lafresnaye, 1846)
- Zimtflankensaltator (Saltator orenocensis) Lafresnaye, 1846
- Rotohrara (Ara rubrogenys) Lafresnaye, 1847
- Goldschnabel-Ruderammer (Arremon aurantiirostris) Lafresnaye, 1847
- Schlichtcatamenie (Catamenia inornata) (Lafresnaye, 1847)
- Stahlbischof (Cyanocompsa cyanoides) (Lafresnaye, 1847)
- Nördlicher Grauerdhacker (Geositta peruviana) Lafresnaye, 1847
- Schwarzflügelpapagei (Hapalopsittaca melanotis) (Lafresnaye, 1847)
- Rotmantel-Ameisenwächter (Hylophylax naevioides) (Lafresnaye, 1847)
- Weißzügel-Faulvogel (Malacoptila panamensis) Lafresnaye, 1847
- Kronenschmätzertyrann (Ochthoeca frontalis) (Lafresnaye, 1847)
- Braunrücken-Zwergspecht (Picumnus granadensis) Lafresnaye, 1847
- Strichelsaltator (Saltator striatipectus) Lafresnaye, 1847
- Schwarzachsel-Haubentangare (Tachyphonus delatrii) Lafresnaye, 1847
- Weißaugen-Attilatyrann (Attila bolivianus) Lafresnaye, 1848
- Grauwangendrossel (Catharus minimus) (Lafresnaye, 1848)
- Graukehl-Buschtangare (Chlorospingus canigularis) (Lafresnaye, 1848)
- Brillensperlingspapagei (Forpus conspicillatus) (Lafresnaye, 1848)
- Nacktaugendrossel (Turdus nudigenis) Lafresnaye, 1848
- Kapuzendrossel (Turdus olivater) (Lafresnaye, 1848)
- Wangenstreif-Sensenschnabel (Campylorhamphus pucherani) (Lafresnaye, 1849)
- Weißbart-Ameisenwürger (Biatas nigropectus) (Lafresnaye, 1850)
- Dunkler Sensenschnabel (Campylorhamphus procurvoides) (Lafresnaye, 1850)
- Schnurrbart-Faulvogel (Malacoptila mystacalis) (Lafresnaye, 1850)
- Schmalschnabelvanga (Xenopirostris xenopirostris) (Lafresnaye, 1850)
- Tyrannenbaumsteiger (Dendrocincla tyrannina) (Lafresnaye, 1851)
- Schmalschnabeltodi (Todus angustirostris) Lafresnaye, 1851
- Weißohr-Spitzschnabel (Conirostrum leucogenys) (Lafresnaye, 1852)
- Nördlicher Bindenbaumsteiger (Dendrocolaptes sanctithomae) (Lafresnaye, 1852)
- Braunzügel-Todityrann (Hemitriccus striaticollis) (Lafresnaye, 1853)
- Schmucktyrann (Myiotriccus ornatus) (Lafresnaye, 1853)
- Rahmbauchpipra (Neopelma pallescens) (Lafresnaye, 1853)
- Schuppenzwergspecht (Picumnus squamulatus) Lafresnaye, 1854
- Rostkappen-Grundtyrann (Muscisaxicola albilora) Lafresnaye, 1855
- Gelbnacken-Grundtyrann (Muscisaxicola flavinucha) Lafresnaye, 1855

In der Literatur findet man oft, dass Des Murs 1849 den Wangenstreif-Sensenschnabel (Campylorhamphus pucherani) zuerst beschrieben hätte. Die Erstbeschreibung kommt zwar in seiner Iconographie ornithologique vor, doch wird im Text die Beschreibung Lafresnaye zugeordnet. Außerdem enthält das Taxon pucheranii einen Schreibfehler, da es zwar im eingebetteten Bild mit einem i, aber im Beschreibungstext mit zwei i geschrieben wurde.

## Werke
- Réflections sur les localités propres à certaines espèces d’insectes, et sur l’analogie qu’elles semblent avoir en cela avec certain planches. (Ascalaphus longicornis), Mémoires de la Société Linnéenne, 1823, S. 211–225
- Observations sur la mobilité des taches que l’on remarque sur la peau des calmars, subulé et sépiole (de Lamarck), et sur la coloration spontanée dont les sépiaires paraissent susceptibles, Mémoires de la Société Linnéenne du Calvados, 1824, S. 73–83
- Extrait d’une Lettre relative à la Sarcelle de Chine, dont un individu vient d’être tué en Normandie, Bulletin des Sciences Naturelles et de Geologie, Vol XIV, 1828, S. 118
- Caractères d’un nouveau genre (Polyodon) formé sur une espèce do Merle., Magasin de Zoologie : d’anatomie comparée et de palaeontologie, 1832, S. 4
- Mémoire sur le genre peu connu Phytotoma et détermination des espèces de ce genre, Magasin de Zoologie : d’anatomie comparée et de palaeontologie, 1832, S. 5
- Remarques sur l’importance de la forme des pieds comme caractère générique chez les Passereaux, et en particulier chez les Picucules, les Sittines, les Fourmiliers, etc, Magasin de Zoologie : d’anatomie comparée et de palaeontologie, 1832, S. 7
- Subdivisions établies dans la famille des Sittèles (Sitta L.), Magasin de Zoologie : d’anatomie comparée et de palaeontologie, 1832, S. 7
- Anabates aradoïdes, Magasin de Zoologie : d’anatomie comparée et de palaeontologie, 1832, S. 8
- Essai d’une division de l’ordre des Passereaux en trois groupes principaux d’après la forme des pieds, comme moyen de faciliter la classification des espèces douteuses d’après celle du bec, Magasin de Zoologie : d’anatomie comparée et de palaeontologie, 1833, S. 39–76
- Sur le Fourmilier à long bec (Myothera caudacuta), Magasin de Zoologie : d’anatomie comparée et de palaeontologie, 1833, S. 10
- Sur le genre Todier (Todus, L), Magasin de Zoologie : d’anatomie comparée et de palaeontologie, 1833, S. 11
- Mémoire sur la réunion prolongée des doigts externe et intermédiaire, chez plusieurs espèces de l’ordre des Passereaux, ne faisant pas partie Syndactyles de Cuvier, ni du groupe composé des genre Manakin, Coq de Roche et Eurylaime, Magasin de Zoologie : d’anatomie comparée et de palaeontologie, 1833, S. 12–14
- Deux espèces de Picucule (Dendrocolaptes rubiginosus et cuneatus), Magasin de Zoologie : d’anatomie comparée et de palaeontologie, 1833, S. 16–17
- Description d’un nouveau Martin-Chasseur (Dacelo fuscicapilla), Magasin de Zoologie : d’anatomie comparée et de palaeontologie, 1833, S. 18
- Cymindis hamatus, uncinatus, et cayennensis, Magasin de Zoologie : d’anatomie comparée et de palaeontologie, 1834, S. 20–22
- Sur certaines espèces du genre Calyptorhynchus Vig. et Hors, Magasin de Zoologie : d’anatomie comparée et de palaeontologie, 1834, S. 24–28
- Anas gambensis, Magasin de Zoologie : d’anatomie comparée et de palaeontologie, 1834, S. 29–30
- Sur le genre Brachypteracias, Magasin de Zoologie : d’anatomie comparée et de palaeontologie, 1834, S. 31–32
- Sur une nouvelle section à former dans le sousgenre Canard, ayant pour type l’Oie de Gambie, ou à double éperon (Anas Gambensis Gmel.), Séance Publique de la Société Linnéenne de Normandie, 1834, S. 23–40
- Quelques observation ornithologiques, Par M. de la Fresnaye, Mémoires de la société académique de Falaise, 1835, S. 64–78
- Essai d’une nouvelle manière de grouper les genres et les espèces de l’ordre des passereaux d’après leurs rapports de mœurs et d’habitation, Brée l’Ainé, 1838
- Nouvelle espéce d’oiseau du genre Rhamphocèle, par M. de La Fresnaye, Revue zoologique par la Société cuviérienne, 1838, S. 54.
- Note sur une espèce nouvelle du genre moqueur, Orpheus, suivie du catalogue synymique des dix espèces qui composent actuellement ce gere, Revue zoologique par la Société cuviérienne, 1838, S. 54–56
- Notice sur quelques oiseaux de Carthagène et de la partie du Mexique la plus voisine, rapportés par M. Ferdinand de Candé, officier de la marine royale: Par MM. de La Fresnaye et d’Orbigny, Revue zoologique par la Société cuviérienne, 1838, S. 164–166
- Oiseaux Nouveaux, Par M. de La Fresnaye, Revue zoologique par la Société cuviérienne, 1838, S. 223–226
- Quelques oiseaux nouveaux de la collection de M. Charles Brelay, à bordeaux, par F. de La Fresnaye, Revue zoologique par la Société cuviérienne, 1839, S. 97–100
- Nouvelle classification des oiseaux de proie ou rapaces, par M. de La Fresnaye, Revue zoologique par la Société cuviérienne, 1839, S. 193–196
- Sur quelques nouvelles espèces d’oiseaux, par M. de La Fresnaye, Revue zoologique par la Société cuviérienne, 1839, S. 290–294
- Quelques nouvelles espèces d’oiseaux, par M. de La Fresnaye, Revue zoologique par la Société cuviérienne, 1840, S. 129–130
- Oiseaux nouveaux, recueillis sur le plateau de Neelgheries, dans les Indes orientales, par M.Ad. Delessert, et décrits par M. de La Fresnaye, Revue et magasin de zoologie pure et appliquée, 1840, S. 65–66
- Quelques nouvelles espèces D’oiseaux, Par M. de La Fresnaye, Revue et magasin de zoologie pure et appliquée, 1840, S. 129–130
- Description de quelques nouvelles espèce d’oiseaux, par M. F. De La Fresnaye, Revue et magasin de zoologie pure et appliquée, 1840, S. 225–232
- Quelques observations sur l’ordre des Grimpeurs, Scansores, par F. De La Fresnaye, Revue et magasin de zoologie pure et appliquée, 1840, S. 257–259
- Observations ornithologiques, lettre de M. de Lafresnaye, Revue zoologique par la Société cuviérienne, 1841, S. 1–5
- Sur des métis provenus d’une Oie de Guinée et d’une Oie à cravate. Par M. de La Fresnaye, Revue zoologique par la Société cuviérienne, 1841, S. 141–143
- Lettre a la sociétés savantes, Revue zoologique par la Société cuviérienne, 1841, S. 365–367
- Sur quelques oiseaux, Par F. de Lafresnaye, Revue zoologique par la Société cuviérienne, 1842, S. 69–70
- Sur les mœurs de quelques Palmipèdes, par M. de Lafresnaye, Revue zoologique par la Société cuviérienne, 1842, S. 71–73
- Description de quelques oiseaux nouveaux, par M. F. De La Fresnaye, Revue zoologique par la Société cuviérienne, 1842, S. 133–134
- Description d’un nouveau genre d’oiseau de proie, par M. de Lafresnaye, Revue zoologique par la Société cuviérienne, 1842, S. 173
- Description de quelques oiseaux nouveaux de Colombie; par M. de Lafresnaye, Revue zoologique par la Société cuviérienne, 1842, S. 301–302
- Observations ornithologiques, par M. de Lafresnaye, Revue zoologique par la Société cuviérienne, 1842, S. 302–304
- Oiseaux nouveaux de Colombie, par M. de Lafresnaye, Revue zoologique par la Société cuviérienne, 1842, S. 333–336
- Sur un petit groupe d’oiseaux des Antilles par F. de Lafresnaye, Revue zoologique par la Société cuviérienne, 1843, S. 66–68
- Quelques Oiseaux nouveaux ou peu connus de Colombie, par F. de Lafresnaye, Revue zoologique par la Société cuviérienne, 1844, S. 68–70
- Nous nous empressons de déférer au voeu de M. de la Fresnaye, Revue zoologique par la Société cuviérienne, 1843, S. 94–95
- Quelques nouvelles espèces d’oiseaux, par F. de Lafresnaye, Revue zoologique par la Société cuviérienne, 1843, S. 97–99
- Description de deux Oiseaux de Colombie, par F.DeLafresnaye, Revue zoologique par la Société cuviérienne, 1843, S. 131–133
- Oiseaux nouveaux de Colombie, par M. F. de Lafresnaye, Revue zoologique par la Société cuviérienne, 1843, S. 290–292
- C. Icterus. Briss. I. Guttularis. Lafresn. In: Magasin de zoologie, d’anatomie comparée et de palaeontologie (= 2). Band 6, 1844, S. 1–3 (biodiversitylibrary.org).
- Oiseaux nouveaux du Mexique, Par M. Fr. de Lafresnaye, Revue zoologique par la Société cuviérienne, 1844, S. 41–43
- Response de M. F. de Lafresnaye aux observations de M. Lesson, sur son genre Ramphocinclus, insérées dans cette Revue, 1843, Revue zoologique par la Société cuviérienne, 1844, S. 43–46
- Sur une nouvelle espéce d’oiseau de la Nouvelle-Grenade décrite par M. Hartlaub sous le nom de Viro versicolor, dans la Revue de 1843, P 283, par M. F. de Lafresnaye, Revue zoologique par la Société cuviérienne, 1844, S. 46–47
- Nouvelles espèce d’oiseaux de Colombie, par M. de Lafresnaye, Revue zoologique par la Société cuviérienne, 1844, S. 80–83
- Description de quelques oiseaux de la Guadeloupe, par M. F. De Lafresnaye, Revue zoologique par la Société cuviérienne, 1844, S. 167–169
- Melanges ornithologiques, par F. de Lafresnaye, Revue zoologique par la Société cuviérienne, 1844, S. 169–173
- Melanges ornithologiques, par F. de Lafresnaye. (Suit du précédent numéro, page 169), Revue zoologique par la Société cuviérienne, 1844, S. 217–220
- M. le baran De Lafresnaye nous adresse la lettre suivant:, Revue zoologique par la Société cuviérienne, 1844, S. 287–288
- Melanges ornithologiques, par F. de Lafresnaye. (Suit), Revue zoologique par la Société cuviérienne, 1844, S. 321–325
- Melanges ornithologiques, par F. de Lafresnaye, Revue zoologique par la Société cuviérienne, 1845, S. 1–10
- Melanges ornithologiques, par F. de Lafresnaye Sur le Fournier Rosalbin, Furnarius roseus Lesson, Illustrations de zoologie, Revue zoologique par la Société cuviérienne, 1845, S. 10–11
- Melanges ornithologiques, par F. de Lafresnaye Comparaison de l’ornithologie des région orientales de L’Amérique méridionale avec celle de régions occidentales du même continent (Suite), Revue zoologique par la Société cuviérienne, 1845, S. 81–92
- Oiseaux nouveaux rapportés par M. Léclancher, chirurgien de L’expedition de la corvette la Favorite, par M.de Lafresnaye, Revue zoologique par la Société cuviérienne, 1845, S. 93–95
- Rectications et additions à la monographie du Genre Picumnus, Par M. de Lafresnaye, Revue zoologique par la Société cuviérienne, 1845, S. 111
- Melanges ornithologiques, par F. de Lafresnaye coup doeil sur l’ornithologie de la Colombie, Revue zoologique par la Société cuviérienne, 1845, S. 113–119
- Description de deux nouvelles espéces d’oiseaux, par F. de Lafresnaye, Revue zoologique par la Société cuviérienne, 1845, S. 179–180
- Copmaraison des oeufs des oiseaux avec leurs squelettes, comme seule moyen de reconnaître la cause de leurs différentes formes, Par M. F. de Lafresnaye, Revue zoologique par la Société cuviérienne, 1845, S. 180–187
- Sur le Falco Isidori, Demurs, Revue zool, 1845, S. 175, Par M. de Lafresnaye, Revue zoologique par la Société cuviérienne, 1845, S. 209–211
- Copmaraison des oeufs des oiseaux avec leurs squelettes, etc. par F. de Lafresnaye (suite), Revue zoologique par la Société cuviérienne, 1845, S. 239–244
- Description de quelques oiseaux nouveaux, par M. F. de Lafresnaye, Revue zoologique par la Société cuviérienne, 1845, S. 337–342
- Melanges ornithologiques, par F. de Lafresnaye sur le genre Tataré de M. Lesson (Traité d’orn., p.317), Revue zoologique par la Société cuviérienne, 1845, S. 449–452
- Note sur l’accouplement de l’Ascalaphus longicornis, Annales de la Société entomologique de France, 1846, S. 115
- Melanges ornithologiques, par F. de Lafresnaye (Suite) sur la Vidua axillaris du docteur Smith, et sur le genre Vidua en général, Revue zoologique par la Société cuviérienne, 1846, S. 34–41
- Notes ornithologiques, Par M. F. de Lafresnaye, Revue zoologique par la Société cuviérienne, 1846, S. 41–44
- Melanges ornithologiques, par F. de Lafresnaye sur le genre Campylorhynchus de Spix (1824), Picolaptes, Revue zoologique par la Société cuviérienne, 1846, S. 91–94
- Melanges ornithologiques, par F. de Lafresnaye (Suite) sur les genres Aviceda (Swainson), Lophotes (Lesson) Lepidegenys (Gould), et sur deux nouvelles espèces du genre Aviceda, Revue zoologique par la Société cuviérienne, 1846, S. 124–133
- Sur la Fauvette Grignet de Levaillant, type du genre Parisoma de Swainson, par M. de Lafresnaye, Revue zoologique par la Société cuviérienne, 1846, S. 161–162
- Sur le Lanion huppé, Lanio cristatus de Vieillot, et sur une nouvelle espèce du genre Lanion, par M. de Lafresnaye, Revue zoologique par la Société cuviérienne, 1846, S. 200–206
- Sur quelques nouvelles espèce d’oiseaux de Colombie, par M. de Lafresnaye, Revue zoologique par la Société cuviérienne, 1846, S. 206–209
- M. de Lafresnaye nous prie d’insérer la respond suivant à la reclamation de M. le docteur Hartlaub du dernier numéro de la Revue., Revue zoologique par la Société cuviérienne, 1846, S. 238–240
- Sur une nouvelle espèce d’Euphone (Euphonia); par M. Fr. de Lefrasnaye, Revue zoologique par la Société cuviérienne, 1846, S. 273–277
- Sur quelques oiseaux nouveaux de l’embouchure de L’Orénoque, par M. Fr. de Lafresnaye, Revue zoologique par la Société cuviérienne, 1846, S. 277–278
- Description d’une nouvelle espèce de Campylorhynque de la Bolivie; par M. Fr. de Lafresnaye, Revue zoologique par la Société cuviérienne, 1846, S. 316–317
- Essai d’une monographie du genre Diglossa, Wagler, G-B. Gray, Gen. of birds, p.23, par M.Fr. de Lafresnaye, Revue zoologique par la Société cuviérienne, 1846, S. 317–320
- Quelques nouvelles espèces d’oiseaux de Jamaïque, par M. Fred. de Lefrasnaye, Revue zoologique par la Société cuviérienne, 1846, S. 320–322
- Essai d’une monographie du genre Todirostre de Lesson (Traité d’ornit.), par M. Fr. de Lafresnaye, Revue zoologique par la Société cuviérienne, 1846, S. 360–365
- Sur le Ramphocelus Icteronotus du prince Bonaparte; par M. Fr. de Lafresnaye, Revue zoologique par la Société cuviérienne, 1846, S. 365–368
- Sur le genre Gallirallus, par F.de la Fresnaye, Revue zoologique par la Société cuviérienne, 1846, S. 384
- Quelques oiseaux nouveaux ou rares rapportés par M. Delattre de Bolivie, de la Nouvelle-Grenade, et de Panama, par M. de Lafresnaye, Revue zoologique par la Société cuviérienne, 1847, S. 67–79
- zusammen mit Félix Édouard Guérin-Méneville in Pierre Victor Adolphe Ferret, Joseph Germain Galinier: Voyage en Abyssinie dans les provinces du Tigré, du Samen et de l’Amhara (= Oiseaux. Band 3). Paulin, Paris 1847, S. 173–256 (online [abgerufen am 22. Mai 2013]).
- Response de M. de Lafresnaye aux observations du docteur Hartlaub, du dernier numéro de la Revue zoologique, Revue zoologique par la Société cuviérienne, 1847, S. 80–83
- Mélanges ornithologiques sur le Traogon Xalapensis (Couroucon de Xalapa), brd. Dubus; Esquisses ornithologiques, 1er livrais Pl II, et sur les Courocous en général, par M. de Lafresnaye, Revue zoologique par la Société cuviérienne, 1847, S. 180–182
- Sur le Ptilochloris arcuatus (Lanius arcuatus Civ.), et les autres espèces du genre, par M. de Lafresnaye, Revue zoologique par la Société cuviérienne, 1847, S. 182–185
- A M. le directeur de la Revue, Revue zoologique par la Société cuviérienne, 1847, S. 209–211
- Observations sur les mœurs d’un grand nombre d’espèces l’oisseaux d’Australie et de la Tasmanie, faites par M. J. Verreaux pendant un séjour de cinq années dans ces contrées, et suvies de quelpques réflextions scientifiques; par M. F. de Lafrasnaye, Revue zoologique par la Société cuviérienne, 1847, S. 211–215
- Mélanges orintologiques sur l’espèce de Ramphocète à plumage variable, rapporté de la Nouvelle-Grenade par M. Delattre; et sur le Cassicus uropigyalis, par F. de Lafresnaye, Revue zoologique par la Société cuviérienne, 1847, S. 215–219
- Observations sur les mœurs d’un grand nombre d’oiseaux: par M. J. Verreaux; suivies de quelques réflexions, par M. F. de Lafresnaye, Revue zoologique par la Société cuviérienne, 1847, S. 241–246
- Sur la réunion peu naturelle, dans un même group, du genre Huppe (Upupa) avec les genres Promérops et Epimaque; par M. F. de Lafresnaye, Revue zoologique par la Société cuviérienne, 1847, S. 246–250
- Sur les Tanagras gyrola Gmel. (Rouverdin Vieillot) et Zena Gmel. (Bahamensis Brisson) et quelques nouvelles espèces voisines faciles à confondre avec elles; par M. F. de Lafresnaye, Revue zoologique par la Société cuviérienne, 1847, S. 275–281
- Mélanges ornithologiques sur le Todier vert, Todus viridis des auteurs, par M. F. de Lafresnaye, Revue zoologique par la Société cuviérienne, 1847, S. 326–333
- Sur le Saurothera vetula (Tacco Vieillard) de Vieillot; Par M. de Lafresnaye, Revue zoologique par la Société cuviérienne, 1847, S. 353–360
- Description de quelques oiseaux nouveaux de Caracas (province de Venezuela) et de Bogota; par M. F. de Lafresnaye, Revue zoologique par la Société cuviérienne, 1848, S. 2–12
- Sur genre Attila, Lesson, et Dasycephala, Swainson, par M. F. de Lefrasnaye, Revue zoologique par la Société cuviérienne, 1848, S. 39–48
- Dans le dernier numéro de la Revue p.3 à l’article de notre Merula astro-sericea, il y a eu une ommision de quelques mots, Revue zoologique par la Société cuviérienne, 1848, S. 62
- Sur le Spizaëtus tyrannus, Tem; par M. de Lafresnaye, Revue zoologique par la Société cuviérienne, 1848, S. 134–138
- Sur le genre Psittacula et sur quelques nouvelles espèces d’oiseaux de Columbie et du Mequique; par F. de Lafresnaye, Revue zoologique par la Société cuviérienne, 1848, S. 170–176
- Sur une nouvelle espèce d’oiseau du genre Aviceda; par F. de Lafresnaye, Revue zoologique par la Société cuviérienne, 1848, S. 210–213
- M. de Lafresnaye nous adresse la notice suivant, Revue zoologique par la Société cuviérienne, 1848, S. 239–249
- Observations sur l’accouplement du Crabe commun de nos côtes du Calvados, le Cancer maenas de Linné (aujourd’hui Carcinus meanas des auteurs); par F. de Lafresnaye, Revue zoologique par la Société cuviérienne, 1848, S. 279–282
- Monographie du genre dendrocolaptes, Sapia, 1849
- Dendrocalaptidæ, Schneider, 1850
- Sur le genre Vanga, note suivie, de la description du Vanga xenopirostris et de L’Anabate nigro-pectus. Revue et Magasin de Zoologie Pure et Appliquée, Series 2, Vol 2, 1850, S. 104–108
- Description et figure d’une nouvelle espèce de Barbacou (Monsana mystacallis), Revue et Magasin de Zoologie Pure et Appliquée, Series 2, Vol 2, 1850, S. 215–216
- Sur la nidification de quelques espèces d’Oiseaux de la famille ou sous-famille de Tisserins (Ploceinae). In: Revue et magasin de zoologie pure et appliquée (= 2). Band 2, 1850, S. 315–326 (online [abgerufen am 1. März 2015]).
- Mélanges ornithologiques. — Sur une nouvelle espèce de Todier (Todus), par M. F. de Lafresnaye, Revue et Magasin de Zoologie Pure et Appliquée, Series 2, Vol. 3, 1851, S. 477–479
- Sur quelques espèces D’Oiseaux nouveaux ou peu connus du Chili et de la Colombie, Par M. F. de Lafresnaye, Revue et Magasin de Zoologie Pure et Appliquée, 1855, S. 59–63
- Note sur l’accouplement de l’Ascalaphus italicus, Annales de la Société entomologique de France, 1856, S. 48–50